# Luftbusiness
Luftbusiness ist ein Spielfilm aus dem Jahr 2008 von Dominique de Rivaz.

## Handlung
In der fiktiven deutschen Stadt Hamlin haben drei junge obdachlose Außenseiter ein ungenutztes Gewächshaus in Beschlag genommen. Um in der unsicheren Lebenssituation zu überleben, haben sie sich ungewöhnliche Jobs ausgedacht: Moritz verkauft seinen Körper an die Pharmaindustrie, Liocha verkauft sein Sperma und Filou kümmert sich um die Hunde wohlhabender Menschen.
Eines Tages, als Filou den Hund Google ins Internetcafé zurückbringt, hat er eine Idee: Wenn im Internet alles, sogar Wolken, versteigert werden kann, warum nicht auch sich selbst? Sie beschließen, Dinge zu versteigern, die sie nicht mehr benötigen: Liocha seine Kindheitserinnerungen, Moritz seine Zukunft und Filou, der Träumer, seine Seele.
Was zunächst als harmloses Spiel beginnt, nimmt eine dramatische Wendung, als Lila, die attraktive Zustellerin von Money Logistics, mit Geld auftaucht.

## Rezeption
„Nachdenkliche, überzeugend gespielte Komödie, die den „Faust“-Stoff mit Gespür für leise Zwischentöne ins Internet-Zeitalter überträgt. Dabei hebt sie die Bedeutung kleiner Dinge hervor die neben den vermeintlich großen Sorgen des Alltags häufig vergessen werden.“ Rezension Filmdienst.de.
„Trotz einiger Überlebenskunstphrasen eine gegen den Strich gebürstete, provokante und ernüchternd-melancholische Fabel über den Wert des Menschen.“ Rezension TV today.
„Die Dialoge, ja die ganze Atmosphäre, erinnern stark an ein Theaterstück; Poesie überstreicht hier öfters die klamme Realität. Das erscheint das richtige Mittel, um den Gedanken dieses Filmes zu transportieren. Luftbusiness ist ein gelungener Verweis auf unüberlegten Missbrauch und überdies ein Streifen, der sich glücklicherweise nicht erlaubt, Randständige durchwegs als gefallene Helden zu glorifizieren.“ Rezension in Outnow.

## Auszeichnungen
Für seine Rolle in Luftbusiness gewann Dominique Jann im Jahr 2009 den Schweizer Filmpreis als Bester Darsteller.